# Carlos Miguel Aysa Damas
Carlos Miguel Aysa Damas (7 de julio de 1996) es un político mexicano, miembro del partido Movimiento Regeneración Nacional (Morena). Fue diputado federal para el periodo de 2021 a 2024.

## Biografía
Carlos Miguel Aysa Damas es licenciado en Derecho egresado de la Universidad Anáhuac. Es hijo de Carlos Miguel Aysa González, quien fue gobernador de Campeche de 2019 a 2021 en sustitución de Alejandro Moreno Cárdenas y nombrado embajador de México en República Dominicana en el gobierno de Andrés Manuel López Obrador.
Antes de ser diputado federal fungió como consejero político estatal del PRI, así como ocupó los cargos particulares de gerente general del hotel El Navegante en 2020 y de director Jurídico del Hotel Ocean View de 2020 a 2021.
En 2021 fue electo diputado federal por el principio de representación proporcional a la LXV Legislatura que concluyó en 2024. En dicha legislatura fue secretario de la comisión de Asuntos Frontera Sur; e integrante de la comisión de Deporte; y de la comisión de Pesca.
En 2022 y en el contexto con el anuncio del grupo parlamentario del PRI en la Cámara de Diputados de votar en contra de la propuesta de reforma constitucional en materia energética enviada al Congreso por el gobierno de Andrés Manuel López Obrador, anunció el día 13 de abril que el votaría a favor de la misma, contrariando la decisión establecida por su partido.
Finalmente, el 16 de abril Aysa anunció su renuncia a la militancia en el PRI, y el mismo día fue presentado como nuevo integrante del grupo parlamentario de Morena.